# エルサムニー・オサマ
エルサムニー・オサマ（Osama Elsamni, アラビア語: أسامة السمني, 1988年9月29日 - ）は、沖縄県出身の元サッカー選手。現役時代のポジション|はフォワード。元エジプト代表FWのイブラヒム・エルサムニーは父、元サッカー選手のエルサムニー・アリーは兄に当たる。

## 来歴
ヴェルディユースのエースとして2005年には日本クラブユースサッカー選手権U-18大会、高円宮杯全日本ユース(U-18)サッカー選手権大会の2冠制覇に貢献した。2006年9月には2種登録選手として東京ヴェルディのトップチームに加わったが出場機会は得られず。ユース時代の同期に、小林裕紀がいる。
2007年から東京Vのトップチームへ昇格。だが股関節痛もあり公式戦の出場はなかった。2008年シーズン終了後、海外移籍を希望し、2009年1月にチェコ1部・FKテプリツェの練習に参加。ポルトガル1部リーグ・CFベレネンセスからも正式オファーが届いていたが、2月3日にテプリツェへの移籍が発表された。同年3月8日の国内リーグ、FKヴィクトリア・ジシュコフ戦で交代出場しプロデビュー、チームの3点目をアシストした。
2009年9月3日、国内カップ戦で2部のFKウースチー・ナド・ラベムと対戦、86分にチーム4点目を決め、チェコ1部リーグで日本人初となる公式戦ゴールを決めた。2010年6月にFKテプリツェとの契約を解除した。
2011年1月7日、練習参加していたモンテディオ山形へ入団 したが、同年限りで契約満了により退団。2012年8月、横浜スポーツ&カルチャークラブに移籍。
移籍後は左膝じん帯のけがに悩まされていたが、2015年3月には2年半ぶりに公式戦に出場を果たした。2016年シーズンをもって退団した。
現役引退後は兄アリーとともにオリジナルウォッカの会社を立ち上げている。

## 所属クラブ
ユース経歴
- 琉球大学附属FC
- 琉球大学教育学部附属中学校
- ヴェルディユース (神奈川県立菅高等学校)

プロ経歴
- 2007年 - 2008年  東京ヴェルディ
- 2009年 - 2010年6月  FKテプリツェ
- 2011年  モンテディオ山形
- 2012年8月 - 2016年  横浜スポーツ&カルチャークラブ

## 個人成績
| 国内大会個人成績 | 国内大会個人成績 | 国内大会個人成績 | 国内大会個人成績 | 国内大会個人成績 | 国内大会個人成績 | 国内大会個人成績 | 国内大会個人成績 | 国内大会個人成績 | 国内大会個人成績 | 国内大会個人成績 | 国内大会個人成績 |
| 年度             | クラブ           | 背番号           | リーグ           | リーグ戦         | リーグ戦         | リーグ杯         | リーグ杯         | オープン杯       | オープン杯       | 期間通算         | 期間通算         |
| 年度             | クラブ           | 背番号           | リーグ           | 出場             | 得点             | 出場             | 得点             | 出場             | 得点             | 出場             | 得点             |
| 日本             | 日本             | 日本             | 日本             | リーグ戦         | リーグ戦         | リーグ杯         | リーグ杯         | 天皇杯           | 天皇杯           | 期間通算         | 期間通算         |
| ---------------- | ---------------- | ---------------- | ---------------- | ---------------- | ---------------- | ---------------- | ---------------- | ---------------- | ---------------- | ---------------- | ---------------- |
| 2007             | 東京V            | 35               | J2               | 0                | 0                | -                | -                | 0                | 0                | 0                | 0                |
| 2008             | 東京V            | 32               | J1               | 0                | 0                | 0                | 0                | 0                | 0                | 0                | 0                |
| チェコ           | チェコ           | チェコ           | チェコ           | リーグ戦         | リーグ戦         | リーグ杯         | リーグ杯         | オープン杯       | オープン杯       | 期間通算         | 期間通算         |
| 2008-09          | テプリツェ       | 23               | ガンブリヌス     | 5                | 0                |                  |                  |                  |                  | 5                | 0                |
| 2009-10          | テプリツェ       | 23               | ガンブリヌス     | 4                | 1                |                  |                  |                  |                  | 4                | 1                |
| 日本             | 日本             | 日本             | 日本             | リーグ戦         | リーグ戦         | リーグ杯         | リーグ杯         | 天皇杯           | 天皇杯           | 期間通算         | 期間通算         |
| 2011             | 山形             | 25               | J1               | 0                | 0                | 0                | 0                | 0                | 0                | 0                | 0                |
| 2012             | YS横浜           | 33               | JFL              | 0                | 0                | -                | -                | 1                | 0                | 1                | 0                |
| 2013             | YS横浜           | 33               | JFL              | 0                | 0                | -                | -                | -                | -                | 0                | 0                |
| 2014             | YS横浜           | 33               | J3               | 0                | 0                | -                | -                | 0                | 0                | 0                | 0                |
| 2015             | YS横浜           | 33               | J3               | 14               | 2                | -                | -                | -                | -                | 14               | 2                |
| 2016             | YS横浜           | 33               | J3               | 10               | 1                | -                | -                | -                | -                | 10               | 1                |
| 通算             | 日本             | 日本             | J1               | 0                | 0                | 0                | 0                | 0                | 0                | 0                | 0                |
| 通算             | 日本             | 日本             | J2               | 0                | 0                | -                | -                | 0                | 0                | 0                | 0                |
| 通算             | 日本             | 日本             | J3               | 24               | 3                | -                | -                | 0                | 0                | 24               | 3                |
| 通算             | 日本             | 日本             | JFL              | 0                | 0                | -                | -                | 1                | 0                | 1                | 0                |
| 通算             | チェコ           | チェコ           | ガンブリヌス     | 9                | 1                | 0                | 0                | 0                | 0                | 9                | 1                |
| 総通算           | 総通算           | 総通算           | 総通算           | 33               | 4                | 0                | 0                | 1                | 0                | 34               | 4                |

- Jリーグ初出場 - 2015年3月15日 J3第1節 FC琉球戦（沖縄県総合運動公園陸上競技場）
- Jリーグ初得点 - 2015年7月12日 J3第20節 ガイナーレ鳥取戦（ニッパツ三ツ沢球技場）

## タイトル
- 2005年
  - 日本クラブユースサッカー選手権 (U-18)大会優勝
  - 高円宮杯全日本ユース(U-18)サッカー選手権大会優勝
- 2006年
  - 日本クラブユースサッカー選手権U-18大会準優勝